# 小嶋みやび
小嶋 みやび（こじま みやび・1993年9月21日 - ）は、日本の女性モデル、レースクイーンである。
東京都足立区出身。スリーライズ所属。愛称は「みやちゃん」。

## 略歴
大学時代に工場でアルバイトをしたことがあったが、表に出るような仕事をしたいと思いイベントコンパニオンの仕事を始める。その後スリーライズと契約し、2018年のSUPER GTで「KT Honey」の一員としてレースクイーン活動を本格的に開始。同年の日本レースクイーン大賞では、新人部門の準グランプリを受賞した他、KT Honeyとしてコスチューム部門グランプリを受賞する快挙も成し遂げた。2019年も引き続き「KT Honey」として活動し、2020年のSUPER GTでは「KeePer Angels」を務める。

## 人物
- 姉はリブレボーテに所属するモデルの蒼井桃香[7][8]。
- 小学6年の時「ジャンプフェスタ」で『D.Gray-man』のキャラクターのコスプレを見て興味を持ち、日暮里に行って衣装の生地を買いコスプレを作ったという[2]。
- 実家は農業を営んでいる[2]。

## 活動

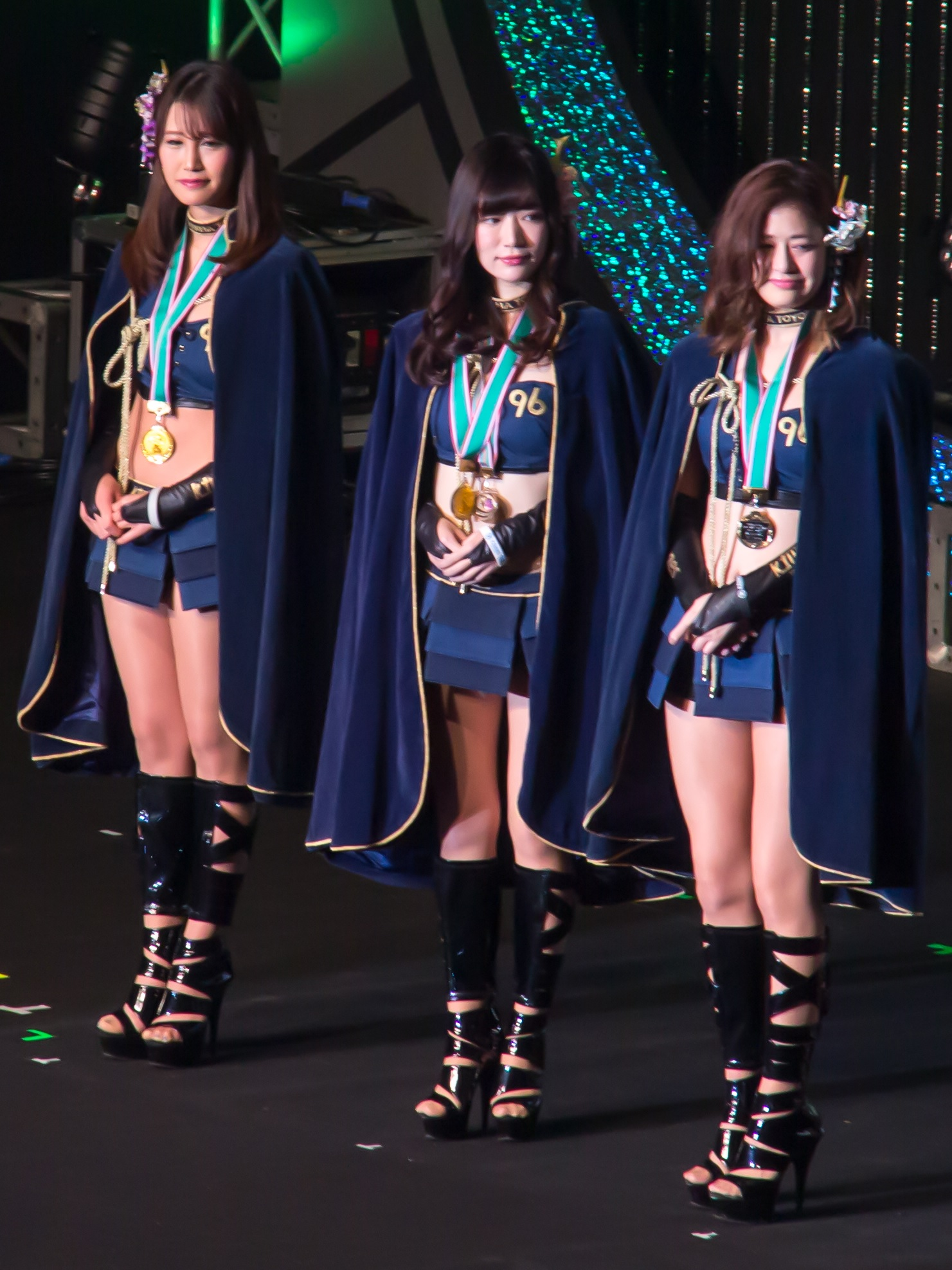
2018年のKT Honeyメンバー。写真左から山下莉果、小嶋みやび、河瀬杏美。
（日本レースクイーン大賞2018表彰式より）

### レースクイーン
| 年     | カテゴリー                   | チーム名                               | 他メンバー           |
| ------ | ---------------------------- | -------------------------------------- | -------------------- |
| 2017年 | ブランパンGTシリーズ・アジア | Porsche Team EBI「EBI Lady」           | 秋月清華             |
| 2018年 | SUPER GT                     | K-Tunes racing「KT Honey」             | 河瀬杏美、山下莉果   |
| 2019年 | SUPER GT                     | K-Tunes racing「KT Honey」             | 長沼南帆、宮本あかり |
| 2020年 | SUPER GT                     | TGR KeePer TEAM TOM'S「KeePer Angels」 | 後藤佑紀             |

### イメージガール
- 西武園競輪場「ゴールド・ウイング賞」キャンペーンガール（2017年4月22日 - 25日）[10]
- 2018-2019FIA 世界耐久選手権「富士6時間耐久レース」（2018年10月12日 - 14日、富士スピードウェイ） 
WECグリッドセレモニーガールとして出演[注 1]
- FIA インターコンチネンタル・ドリフティング・カップ2018（2018年11月4日） - 藤木由貴と共にイメージガールを務める[12]

## 出演

### テレビ
- プレリュード〜明日へのステージ〜（テレビ信州、2019年1月16日未明放送）[動画 2]
- 芸能人格付けチェックBASIC～春の3時間スペシャル～（朝日放送テレビ制作・テレビ朝日系列、2019年3月19日放送）
福江ななかと共にアシスタントとして出演[13][14]

### イベント
| イベント名         | 出演年：出演ブース                              | 備考                           |
| ------------------ | ----------------------------------------------- | ------------------------------ |
| 東京ゲームショウ   | 2015年・2016年：KONAMI                          |                                |
| 東京ゲームショウ   | 2018年：セガゲームス                            |                                |
| 東京ゲームショウ   | 2019年：KEYWEST                                 |                                |
| 東京オートサロン   | 2018年：carozzeria                              | 丸山帆成美、璃波、福永純と共演 |
| 東京オートサロン   | 2019年：プロジェクト・ミュー                    | 宮本あかりと共演               |
| 東京オートサロン   | 2020年：K'SPEC GROUP                            | 高橋菜生と共演                 |
| 東京モーターショー | 2017年：プジョー                                |                                |
| コミックマーケット | 2018年12月：ドールズフロントライン×アキバホビー |                                |
| AnimeJapan         | 2017年：博報堂DYミュージック&ピクチャーズ       |                                |
| AnimeJapan         | 2018年：ツインエンジン                          |                                |
| AnimeJapan         | 2019年：バンダイナムコアーツ                    |                                |

- PhotoFes Japan2018（2018年12月15日、東京都江東区Studio Canal） - PFJ公式モデルとして出演[注 3]

### 雑誌グラビア
- 三栄書房「ギャルズ・パラダイス2018トップレースクイーン編」（2018年9月）
- 集英社「週刊プレイボーイ」2018年47号（2018年11月[2]）